# Ketoconazol
Ketoconazol ist ein Arzneistoff aus der Gruppe der Imidazole, der zur Vorbeugung und Behandlung von Pilzerkrankungen der Haut verwendet wird.

## Geschichte
Ketoconazol wurde 1978 von Janssen-Cilag patentiert und Anfang der 80er Jahre in den Handel gebracht. Es war das erste oral anwendbare Antimykotikum.

## Anwendung
Das Medikament wird besonders bei Personen mit einer Erkrankung des Immunsystems wie AIDS oder Infektionen aufgrund von Autoimmunerkrankungen eingesetzt. Weitere Beispiele für mit dem Medikament behandelbare Erkrankungen sind das Seborrhoische Ekzem oder die Pityriasis versicolor (Kleienpilzflechte).
Ketoconazol wird beispielsweise in Anti-Schuppen-Shampoos verwendet. Es gibt verschieden starke Dosierungen des Mittels. Das Shampoo kann wie ein normales Shampoo benutzt werden, wenn es nach der Anwendung gründlich ausgespült wird.
Im Rahmen einer Schwangerschaft sollte sicherheitshalber auf die Anwendung verzichtet werden, da im Tierversuch eine Fruchtschädigung bei hohen Dosierungen auftrat.
Ketoconazol ist apothekenpflichtig; Arzneiformen zur systemischen Anwendung (Tabletten) sind zudem in den meisten Ländern rezeptpflichtig.
Ebenso wird Ketoconazol angewendet bei Morbus Cushing. Es hemmt die Produktion von Cortisol und kommt zum Einsatz, wenn operative Maßnahmen nicht möglich sind.

## Wirkungsweise
Ketoconazol verhindert die Produktion von Ergosterol, das den Hauptbestandteil der Zellmembran der Erreger darstellt.
Die Wirkungsweise beruht auf der Hemmung von Cytochrom P450 abhängigen Enzymen, woraus sich sowohl die Hepatotoxizität als auch die Nutzung bei Morbus Cushing erklären lässt. Die Synthese von NNR-Hormonen (z. B. Cortisol) benötigt an mehreren Stellen von Cytochrom P450 abhängige Enzyme.

## Behandelbare Erreger
Ketoconazol verhindert das Wachstum von Dermatophyten und von Hefepilzen wie Candida albicans. Resistenzen gegen Ketoconazol sind bei einigen Candida albicans-Stämmen bekannt.

## Nebenwirkungen
Die Europäische Arzneimittel-Agentur will die oralen Ketoconazole aufgrund der starken Leberschädigung verbieten. Die FDA gibt im Gegensatz dazu nur Warnhinweise zur Verwendung oraler Ketoconazole heraus.
Ketoconazol in oraler Form ist aufgrund seiner Eigenschaft als Hemmer der Cytochrom-P450-Enzyme in der Nebenniere ein starker Hemmer der Cortisolsynthese. Ferner hat Ketoconazol direkte Auswirkungen auf kortikotrope Tumorzellen bei Patienten mit Cushing-Syndrom. Ketoconazol in oraler Form ist kontraindiziert bei Patienten mit akuten oder chronischen Lebererkrankungen oder wenn die Leberenzymwerte bei Behandlungsbeginn um mehr als das Zweifache über der Obergrenze des Normwerts liegen. Eine Behandlung damit darf nicht fortgeführt werden, wenn Symptome einer Hepatitis vorliegen oder die Leberenzymwerte auf das Dreifache der Obergrenze der Normwerte ansteigen.
Der Mechanismus der Schädigung der Leber infolge der Einnahme von Ketoconazol ist nicht vollständig geklärt. Aufgrund des Risikos von Hepatotoxizität wurde im Oktober 2013 die Marktzulassung für orales Ketoconazol als Antimykotikum suspendiert.
Aufgrund seiner Nebenwirkungen wird Ketoconazol vermehrt durch neuere Fungizide ersetzt, wie beispielsweise Fluconazol und/oder Itraconazol.

## Chemische Eigenschaften
Ketoconazol ist ein weißes bis gelbliches Pulver mit einer Schmelztemperatur von 146 °C. Es ist stark lipophil und sehr wenig löslich in Wasser. Es ist ein Imidazolderivat und gehört allgemein zur Gruppe der Azol-Fungizide.

## Stereoisomerie
Aus der Strukturformel von Ketoconazol ist erkennbar, dass das Molekül am 1,3-Dioxolan-Ring zwei Stereozentren in der 2- und in der 4-Position enthält. Theoretisch gibt es also folgende vier Stereoisomere: Die (2S,4R)-Form und die dazu spiegelbildliche (2R,4S)-Form sowie die (2S,4S)-Form und die dazu spiegelbildliche (2R,4R)-Form. Als Arzneistoff wird ein Racemat (1:1-Gemisch) der zueinander enantiomeren (2S,4R)-Form und der (2R,4S)-Form eingesetzt, das auch als racemische cis-Form oder (±)-cis-Form bezeichnet wird.
Die (2R,4R)-Form sowie die (2S,4S)-Form haben keine praktische Bedeutung.

## Handelsnamen
Monopräparate
- Nizoral (CH, D), Terzolin (D), Ket (D), Ketozolin (D), Fungoral (A), Lur (CH), Ninazol (Th)